# Acton Town (London Underground)

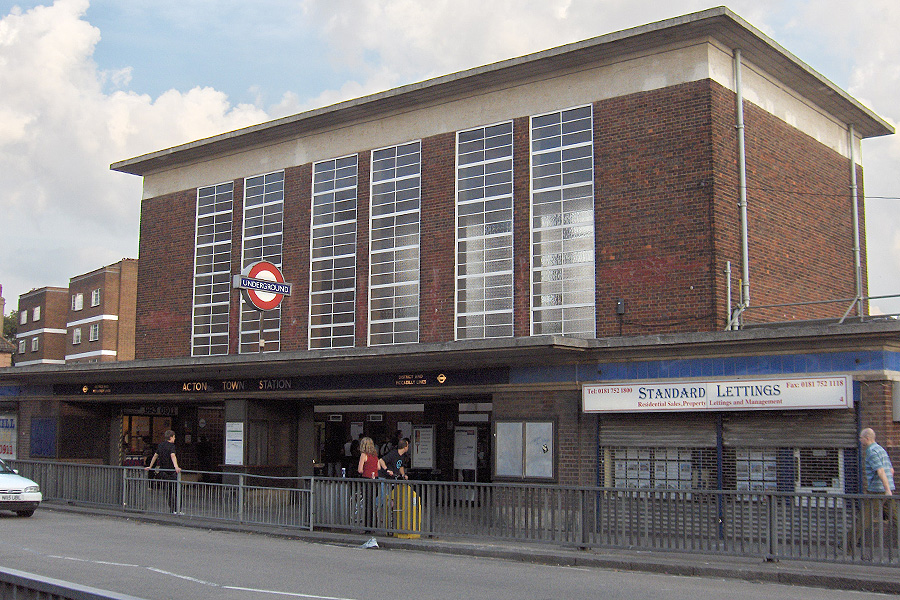
Stationsgebäude

Acton Town ist eine oberirdische Station der London Underground im Stadtbezirk London Borough of Ealing. Sie liegt in der Travelcard-Tarifzone 3 an der Gunnersbury Lane. Hier verkehren Züge der District Line und der Piccadilly Line. Im Jahr 2014 nutzten 6,06 Millionen Fahrgäste die Station.

## Geschichte

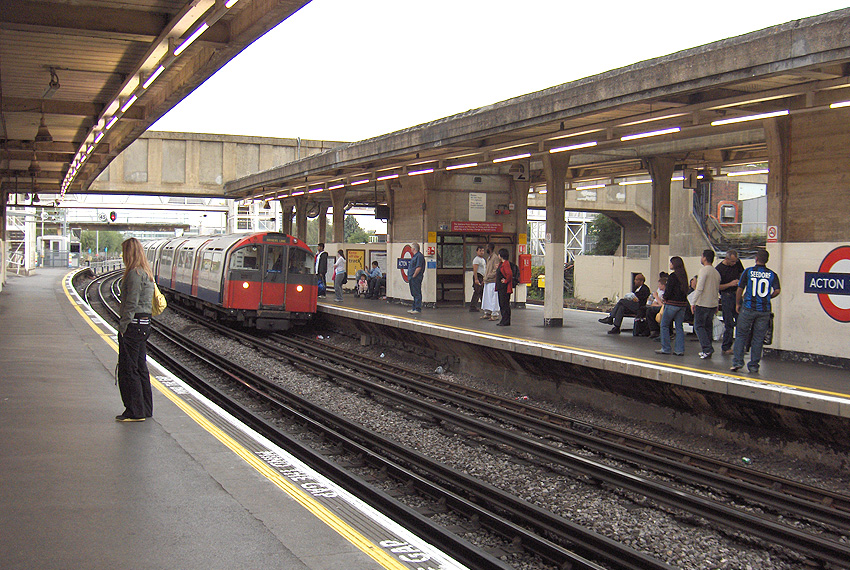
Einfahrender Zug der Piccadilly Line

Eröffnet wurde die Station am 1. Juli 1879 durch die Metropolitan District Railway (MDR; Vorgängergesellschaft der District Line), die an diesem Tag die Strecke zwischen Turnham Green und Ealing Broadway in Betrieb nahm. Am 1. Mai 1883 folgte die Strecke in Richtung Hounslow Town. Zu Beginn hieß die Station Mill Hill Park. Am 23. Juni 1903 elektrifizierte die MDR die Strecke nördlich von Acton Town bis Park Royal & Twyford Abbey. Die Strecke nach Hounslow Town folgte am 13. Juni 1905, jene ins Zentrum Londons am 1. Juli 1905. Ebenfalls am 13. Juni 1905 nahm die MDR den Betrieb auf der kurzen Zweigstrecke zum Bahnhof South Acton in Betrieb. Nach einem Umbau erhielt die Station am 1. März 1910 ihren heutigen Namen.
Die Piccadilly Line verkehrte ab dem 4. Juli 1932 nach South Harrow (später bis nach Uxbridge), ab dem 9. Januar 1933 gemeinsam mit der District Line nach Northfields (vom 13. März 1933 an bis zur damaligen Endstation Hounslow West). Die eingleisige Zweigstrecke nach South Acton, die zuletzt eine kurze Shuttleverbindung war, wurde wegen geringer Frequentierung am 28. Februar 1959 stillgelegt und wenig später abgebaut, ebenso der Seitenbahnsteig in Acton Town. Am 10. Dezember 1964 beendete die District Line den Betrieb auf der Zweigstrecke nach Hounslow West und verkehrt seither nur noch nach Ealing Broadway.

## Anlage
Als Vorbereitung auf die Übergabe der Uxbridge-Zweigstrecke der District Line an die Piccadilly Line wurde die Station im Jahr 1932 vollständig umgebaut. Der Architekt Charles Holden entwarf ein modernes Stationsgebäude, das Funktionalismus und Art déco vereint. Es besteht aus roten Ziegelsteinen und Stahlbeton und besitzt großflächige Obergaden. Seit 1994 steht das Gebäude unter Denkmalschutz (Grade II), mitsamt dem Ladenflügel an der Gunnersbury Lane.
Das London Transport Museum lagert seine in Reserve gehaltenen Ausstellungsstücke in einem Museumsdepot mit Schienenanschluss auf der anderen Seite der Straße. Es ist an zahlreichen Wochenenden für die Öffentlichkeit zugänglich.